# Liste von Kriegen und Schlachten im 20. Jahrhundert
Schlachten, die nicht eindeutig bestimmten Kriegen zugeordnet werden können, sind grau hinterlegt.

## 20. Jahrhundert
| 1899–1902  | Zweiter Burenkrieg                               | |  |
|            | 1899, 20. Oktober                                | Schlacht von Talana Hill, britischer Sieg unter hohen Verlusten |  |
|            | 1899, 21. Oktober                                | Schlacht von Elandslaagte, britischer Sieg |  |
|            | 1899, 28. November                               | Schlacht von Modder River, britischer Sieg |  |
|            | 1899, 10. Dezember                               | Schlacht von Stormberg, Sieg der Buren |  |
|            | 1899, 11. Dezember                               | Schlacht von Magersfontein, Buren besiegen britische Truppen |  |
|            | 1899, 15. Dezember                               | Schlacht von Colenso, britische Truppen erleiden schwere Verluste |  |
|            | 1900, 23. bis 24. Januar                         | Schlacht von Spion Kop, Sieg der Buren |  |
|            | 1900, 18. bis 27. Februar                        | Schlacht von Paardeberg, britischer Sieg |  |
| 1900       | Russisch-Chinesischer Krieg                      | |  |
| 1903/04    | Britischer Tibetfeldzug                          | |  |
| 1904–1908  | Aufstand der Herero und Nama                     | |  |
|            | 1904, 11. August                                 | Schlacht am Waterberg, deutsche Schutztruppe besiegt Herero |  |
| 1904/05    | Russisch-Japanischer Krieg                       | |  |
|            | 1904, 8. bis 9. Februar                          | Seeschlacht vor Port Arthur, taktischer russischer Sieg, strategischer japanischer Sieg |  |
|            | 1904, 30. April bis 1. Mai                       | Landschlacht am Yalu, Japan besiegt Russland |  |
|            | 1904, 25. Mai bis 26. Mai                        | Schlacht am Nanshan, Japan besiegt Russland |  |
|            | 1904, 14. Juni bis 15. Juni                      | Schlacht von Te-li-ssu, Japan besiegt Russland |  |
|            | 1904, 10. Juli                                   | Schlacht am Motien-Pass, Japan besiegt Russland |  |
|            | 1904, 24. Juli bis 25. Juli                      | Schlacht von Tashihchiao, Japan besiegt Russland |  |
|            | 1904, 31. Juli                                   | Schlacht von Hsimucheng, Japan besiegt Russland |  |
|            | 1904/05, 1. August bis 2. Januar                 | Belagerung von Port Arthur, Japan besiegt Russland |  |
|            | 1904, 10. August                                 | Seeschlacht im Gelben Meer (1904), Japan besiegt Russland |  |
|            | 1904, 14. August                                 | Seegefecht bei Ulsan, Japan besiegt Russland |  |
|            | 1904, 20. August                                 | Seegefecht vor Korsakow, Japan besiegt Russland |  |
|            | 1904, 24. August bis 4. September                | Schlacht von Liaoyang, Unentschieden, Japan verhindert den Entsatz Port Arthurs |  |
|            | 1904, 5. bis 17. Oktober                         | Schlacht am Shaho, Unentschieden, Japan verhindert den Entsatz Port Arthurs |  |
|            | 1905, 25. bis 29. Januar                         | Schlacht von Sandepu, Unentschieden |  |
|            | 1905, 20. Februar bis 10. März                   | Schlacht von Mukden, Japan besiegt Russland in der bis dahin größten Feldschlacht seit der Völkerschlacht bei Leipzig                                                                                  |  |
|            | 1905, 27. bis 28. Mai                            | Seeschlacht bei Tsushima, Japan vernichtet die russische Flotte |  |
|            | 1905, 7. bis 31. Juli                            | Besetzung Sachalins, Japan besiegt Russland |  |
| 1905–1908  | Maji-Maji-Aufstand                               | |  |
|            | 1905, 29. bis 31. August                         | Schlacht bei Mahenge, deutsche Schutztruppe besiegt Maji-Maji-Anhänger |  |
| 1909       | Zweiter Rifkrieg                                 | |  |
| 1910–1934  | Mexikanische Revolution                          | |  |
|            | 1913, 29. September bis 1. Oktober               | Schlacht um Torreón, Konstitutionalisten besiegen mexikanische Regierungstruppen |  |
|            | 1914, 23. Juni                                   | Schlacht bei Zacatecas, Konstitutionalisten erringen entscheidenden Sieg über mexikanische Regierungstruppen                                                                                           |  |
|            | 1915, 21. März bis 31. Mai                       | Schlacht um El Ébano, Konstitutionalisten besiegen Konventionisten |  |
|            | 1916/17, 14. März 1916 bis 7. Februar 1917       | Mexikanische Expedition, die USA intervenieren in Mexiko nach dem Überfall mexikanischer Revolutionäre auf die Kleinstadt Columbus (New Mexico)                                                        |  |
|            | 1926–1929                                        | Guerra Cristera, Aufstand der katholischen Landbevölkerung gegen die mexikanische Regierung |  |
| 1911/12    | Italienisch-Türkischer Krieg                     | |  |
| 1912/13    | Balkankriege                                     | |  |
|            | 1912, 29. Oktober bis 2. November                | Schlacht von Lüleburgaz, Bulgarien besiegt Osmanisches Reich |  |
| 1914–1918  | (siehe auch Chronologie des Ersten Weltkrieges)  | |  |
|            | 1914, 16. bis 19. August                         | Schlacht von Cer, Serbien besiegt Österreich-Ungarn |  |
|            | 1914, 19. und 20. August                         | Schlacht bei Gumbinnen, Russland besiegt Deutsches Reich |  |
|            | 1914, 23. und 24. August                         | Schlacht bei Mons, Deutsches Reich besiegt Großbritannien |  |
|            | 1914, 23. bis 31. August                         | Schlacht bei Tannenberg, Ostpreußen, Deutsches Reich besiegt Russland |  |
|            | 1914, 26. August                                 | Schlacht von Le Cateau, Frankreich, Deutsches Reich zwingt Entente zum Rückzug |  |
|            | 1914, 5. bis 12. September                       | Marneschlacht, Frankreich, Rückzug der Truppen des Deutschen Reiches wegen der Gefahr einer rückwärtigen Umfassung aufgrund taktischer Fehler                                                          |  |
|            | 1914, 6. bis 15. September                       | Schlacht an den Masurischen Seen, Ostpreußen, Deutsches Reich besiegt Russland |  |
|            | 1914, 26. bis 29. September                      | Schlacht bei Sandfontein, Südwestafrika, Deutsches Reich besiegt Südafrikanische Union |  |
|            | 1914, 20. Oktober bis 18. November               | Erste Flandernschlacht, Deutsches Reich gegen Frankreich und Großbritannien |  |
|            | 1914, 2. bis 5. November                         | Schlacht bei Tanga, Ostafrika, Deutsches Reich besiegt Großbritannien |  |
|            | 1914, 11. November bis 7. Dezember               | Schlacht um Łódź, Russland gegen Deutsches Reich |  |
|            | 1914, 16. November bis 15. Dezember              | Schlacht an der Kolubara, Serbien besiegt Österreich-Ungarn |  |
|            | 1915, 23. Januar bis 22. März                    | Winterschlacht in den Karpaten, Russland besiegt Österreich |  |
|            | 1915, 13. bis 27. Februar                        | Winterschlacht in Masuren, Ostpreußen, Deutsches Reich besiegt Russland |  |
|            | 1915, 16. Februar                                | Winterschlacht in der Champagne, Frankreich gegen Deutsches Reich |  |
|            | 1915/16, 19. Februar bis 9. Januar               | Schlacht von Gallipoli, Großbritannien, Frankreich, Indien, Australien, Neuseeland gegen Osmanisches Reich                                                                                             |  |
|            | 1915, 22. bis 25. April                          | Zweite Flandernschlacht, Deutsches Reich gegen Frankreich und Großbritannien |  |
|            | 1915, 1. bis 3. Mai                              | Schlacht von Gorlice-Tarnow Westgalizien; Deutsches Reich, Österreich-Ungarn besiegen Russland |  |
|            | 1915, 9. Mai bis Juni                            | Lorettoschlacht, Frankreich gegen Deutsches Reich |  |
|            | 1915–1917, 23. Juni 1915 bis 24. Oktober 1917    | zwölf Isonzoschlachten, Italien gegen Österreich-Ungarn |  |
|            | 1916, 21. Februar bis 20. Dezember               | Schlacht um Verdun, Frankreich gegen Deutsches Reich |  |
|            | 1916, 31. Mai bis 1. Juni                        | Seeschlacht im Skagerrak, Großbritannien gegen Deutsches Reich |  |
|            | 1916, 4. Juni bis 20. September                  | Brussilow-Offensive, Russland gegen Österreich-Ungarn und Deutsches Reich |  |
|            | 1916, 24. Juni bis 18. November                  | Schlacht an der Somme, Großbritannien und Frankreich gegen Deutsches Reich |  |
|            | 1916, 4. bis 17. August                          | Schlacht um Görz, Italien besiegt Österreich-Ungarn |  |
|            | 1917, 9. April bis 16. Mai                       | Schlacht bei Arras, Großbritannien gegen Deutsches Reich |  |
|            | 1917, 16. April bis Ende Mai                     | Schlacht an der Aisne, Frankreich gegen Deutsches Reich |  |
|            | 1917, 20. Mai bis August                         | Dritte Flandernschlacht, Großbritannien und Frankreich gegen Deutsches Reich |  |
|            | 1917, 24. bis 27. Oktober                        | Zwölfte Isonzoschlacht, Österreich besiegt Italien. |  |
|            | 1917, 20. November bis 6. Dezember               | Tankschlacht von Cambrai, Großbritannien und Frankreich gegen Deutsches Reich |  |
|            | 1918, 21. März bis 5. April                      | Offensive Michael, Ludendorffs Entscheidungsoffensive für einen Durchbruch im Westen. Nach großen Anfangserfolgen bleibt die Offensive stecken.                                                        |  |
|            | 1918, 18. bis 21. Juni                           | Schlacht bei Soissons, Deutsches Reich gegen USA |  |
|            | 1918, 15. bis 23. Juni                           | Piaveschlacht, Österreich-Ungarn gegen Italien |  |
|            | 1918, 15. Juli bis 6. August                     | Zweite Schlacht an der Marne, deutsche Niederlage an der Westfront, endgültige Kriegswende zugunsten der Alliierten                                                                                    |  |
|            | 1918, 8. bis 11. August                          | Schlacht bei Amiens, deutsche Niederlage an der Westfront (Schwarzer Tag des deutschen Heeres), Einleitung der Hunderttageoffensive und der endgültigen Niederlage des Deutschen Reiches               |  |
|            | 1918, 3. September                               | Gefecht am San Matteo, Österreich besiegt Italien |  |
|            | 1918, 18. bis 19. September                      | Palästinaschlacht, Großbritannien besiegt Osmanisches Reich |  |
|            | 1918, 24. Oktober bis 3. November                | Schlacht von Vittorio Veneto, Italien besiegt Österreich-Ungarn |  |
| 1917–1923  | Russischer Bürgerkrieg                           | |  |
| 1918–1919  | Litauisch-Sowjetischer Krieg                     | |  |
| 1918–1920  | Lettischer Unabhängigkeitskrieg                  | |  |
| 1919/20    | Ungarisch-Rumänischer Krieg                      | |  |
| 1920       | Polnisch-Litauischer Krieg                       | |  |
| 1919–1921  | Irischer Unabhängigkeitskrieg                    | |  |
| 1920       | Türkisch-Armenischer Krieg                       | |  |
| 1920/21    | Polnisch-Sowjetischer Krieg                      | |  |
|            | 1921, 16. August                                 | Schlacht bei Warschau, Polen besiegt Russland |  |
| 1921–1923  | Griechisch-Türkischer Krieg                      | |  |
|            | 1921, 23. August bis 13. September               | Schlacht am Sakarya, Türkische Nationalbewegung besiegt Griechenland |  |
|            | 1922, 24. bis 30. August                         | Schlacht am Pontos, Türkische Nationalbewegung besiegt Griechenland |  |
| 1921–1926  | Dritter Rifkrieg                                 | |  |
|            | 1921, 22. Juli                                   | Schlacht von Annual, Aufständische überrennen spanische Garnisonen in Spanisch-Marokko |  |
| 1922/23    | Irischer Bürgerkrieg                             | |  |
| 1926–1929  | Guerra Cristera                                  | Bürgerkrieg in Mexiko |  |
| 1931       | Mandschurei-Krise                                | |  |
| 1932–1934  | Kolumbianisch-Peruanischer Krieg                 | |  |
| 1932–1935  | Chacokrieg                                       | |  |
| 1934       | Österreichischer Bürgerkrieg                     | auch als Februarkämpfe 1934 bezeichnet |  |
| 1934       | Saudi-Jemenitischer Krieg                        | |  |
| 1935/36    | Italienisch-Äthiopischer Krieg                   | |  |
| 1936–1939  | Spanischer Bürgerkrieg                           | |  |
|            | 1936, Juli bis September                         | Belagerung des Alcázars von Toledo, nationalistische Truppen erobern Festung der Republikaner |  |
|            | 1936, 19. Juli bis 16. August                    | Belagerung von Gijón, anarchistische Milizen erobern die Simancas-Baracken in Gijón |  |
|            | 1936, 19. Juli bis 16. Oktober                   | Belagerung von Oviedo, nationalistische Truppen halten die Stadt Oviedo bis zum Eintreffen von Verstärkung                                                                                             |  |
|            | 1936, 10. bis 11. August                         | Schlacht von Mérida, republikanische Truppen werden von der spanischen Legion geschlagen |  |
|            | 1936, 14. August                                 | Schlacht von Badajoz, Sieg der Nationalisten |  |
|            | 1936, 16. August bis 12. September               | Schlacht um Mallorca, erfolgloser Versuch der Republikaner, Mallorca zu erobern |  |
|            | 1936, August                                     | Schlacht in der Sierra Guadalupe, nationalistische Truppen stoßen in das Tal de Tejo vor |  |
|            | 1936, 3. September                               | Schlacht von Talavera de la Reina, letzter Versuch der Republikaner, den Nationalisten den Weg nach Madrid abzusperren                                                                                 |  |
|            | Oktober 1936 bis 28. März 1939                   | Belagerung von Madrid, nationalistische Truppen erobern die spanische Hauptstadt |  |
|            | 1937, Februar                                    | Schlacht von Málaga, nationalistische Truppen besiegen die Republikaner |  |
|            | 1937, 6. bis 27. Februar                         | Schlacht am Jarama, Stellungskrieg zwischen Republikanern und Nationalisten |  |
|            | 1937, 8. bis 23. März                            | Schlacht von Guadalajara, letzter größerer Sieg der Republikaner |  |
|            | 1937, 6. bis 25. Juli                            | Schlacht von Brunete, Republikaner versuchen teilweise erfolgreich, nach Extremadura vorzustoßen |  |
|            | 1937, 24. August bis 7. September                | Schlacht von Belchite, republikanischer Vorstoß auf Saragossa kann aufgehalten werden |  |
|            | 1937/38 15. Dezember bis 27. Februar             | Schlacht von Teruel, schwere Niederlage der Republikaner |  |
|            | 1938, 6. März                                    | Schlacht von Cabo de Palos, die größte Seeschlacht des Spanischen Bürgerkrieges |  |
|            | 1938, 7. März bis 19. April                      | Aragonoffensive, Vernichtung starker republikanischer Truppen |  |
|            | 1938, 25. Juli bis 16. November                  | Ebroschlacht, schwere Niederlage der Republikaner |  |
| 1937–1945  | Zweiter Japanisch-Chinesischer Krieg             | |  |
|            | 1937, 7. Juli                                    | Zwischenfall an der Marco-Polo-Brücke, Feuergefecht zwischen Chinesen und Japanern, in deren Verlauf die Japaner in China einrücken                                                                    |  |
|            | 1937, 25. bis 31. Juli                           | Schlacht um Peking-Tianjin, japanischer Sieg |  |
|            | 1937, 13. August bis 9. November                 | Schlacht um Shanghai, japanischer Sieg |  |
|            | 1937, 24. bis 25. September                      | Schlacht von Pingxingguan, chinesische Truppen zerschlagen eine japanische Division |  |
|            | 1938, 24. März bis 7. April                      | Schlacht um Tai’erzhuang, erster großer Sieg der chinesischen Truppen |  |
|            | 1938, Mai                                        | Schlacht um Xuzhou, japanischer Sieg |  |
|            | 1939, 17. März bis 9. Mai                        | Schlacht um Nanchang, japanische Truppen erobern den wichtigsten Eisenbahnknotenpunkt Chinas |  |
|            | 1939, 17. September bis 6. Oktober               | Schlacht um Changsha (1939), chinesischen Truppen gelingt die Verteidigung der Stadt Changsha |  |
|            | 1940, 20. August bis 5. Dezember                 | Hundert-Regimenter-Offensive, chinesischer Sieg |  |
|            | 1941, 6. September bis 8. Oktober                | Schlacht um Changsha (1941), chinesischen Truppen gelingt erneut die Verteidigung der Stadt |  |
|            | 1941/42, 24. Dezember bis 5. Januar              | Schlacht um Changsha (1942), dritter Abwehrerfolg der Chinesen |  |
|            | 1944, August                                     | Schlacht um Changsha (1944), japanische Truppen erobern Changsha |  |
| 1938/39    | Japanisch-Sowjetischer Grenzkonflikt             | |  |
| 1939       | Slowakisch-Ungarischer Krieg                     | |  |
| 1941       | Peruanisch-Ecuadorianischer Krieg                | |  |
| 1939–1945  | (siehe auch Chronologie des Zweiten Weltkrieges) | (siehe auch Chronologie des Zweiten Weltkrieges) |  |
|            | 1939, 1. bis 7. September                        | Schlacht um die Westerplatte, deutsche Truppen besetzen polnische Halbinsel |  |
|            | 1939, 1. bis 5. September                        | Schlacht in der Tucheler Heide, deutsche Truppen besiegen polnische Verbände |  |
|            | 1939, 6. bis 10. September                       | Schlacht bei Wizna, deutsche Truppen durchbrechen polnische Verteidigungsstellung |  |
|            | 1939, 9. bis 19. September                       | Schlacht an der Bzura, deutsche Truppen besiegen polnische Verbände |  |
|            | 1939, 28. September                              | Schlacht bei Szack, polnische Truppen vertreiben sowjetische Verbände aus Szack und Umgebung |  |
|            | 1939/40, 30. November bis 13. März               | Schlacht von Salla, finnische Truppen verhindern sowjetischen Durchbruch nach Lappland |  |
|            | 1939/40, 2. Dezember bis 13. März                | Schlacht von Kollaa, finnische Truppen wehren sowjetischen Angriff ab |  |
|            | 1939/40, 3. Dezember bis 13. März                | Schlacht von Kuhmo, finnische Truppen kesseln sowjetische Division ein |  |
|            | 1939/40, 30. November bis 13. März               | Schlacht von Suomussalmi, finnische Truppen zerschlagen zwei sowjetische Divisionen |  |
|            | 1940, 24. April bis 28. Mai                      | Schlacht um Narvik, deutsche Truppen besetzen norwegische Hafenstadt |  |
|            | 1940, 21. Mai bis 4. Juni                        | Schlacht um Dünkirchen, deutsche Truppen erobern nordfranzösische Stadt |  |
|            | 1940, 10. Juli bis 31. Oktober                   | Luftschlacht um England, britische Luftwaffe behält Luftherrschaft |  |
|            | 1940/41, 8. Dezember bis 9. Februar              | Operation Compass, italienische Truppen erleiden schwere Verluste durch britischen Angriff |  |
|            | 1941, 3. Februar bis 27. März                    | Schlacht von Keren, alliierte Truppen durchbrechen italienische Verteidigung in Eritrea |  |
|            | 1941, 3. bis 19. Mai                             | Schlacht um den Amba Alagi, alliierte Truppen erobern den von Italienern gehaltenen Berg Amba Alagi in Äthiopien                                                                                       |  |
|            | 1941, 20. Mai bis 1. Juni                        | Luftlandeschlacht um Kreta, deutsche Truppen besetzen griechische Insel |  |
|            | 1941, 23. bis 29. Juni                           | Panzerschlacht bei Dubno-Luzk-Riwne, deutsche Panzer vernichten sechs sowjetische Korps |  |
|            | 1941, 26. Juni bis 9. Juli                       | Kesselschlacht bei Białystok und Minsk, deutsche Truppen erobern weißrussische Hauptstadt und fügen der Sowjetunion schwere Verluste zu                                                                |  |
|            | 1941, 16. Juli bis 5. August                     | Kesselschlacht bei Smolensk, deutsche Truppen erobern Smolensk und fügen der Sowjetunion schwere Verluste zu                                                                                           |  |
|            | 1941, 3. bis 8. August                           | Kesselschlacht bei Uman, deutsche Truppen fügen der Sowjetunion schwere Verluste zu |  |
|            | 1941, 5. August bis 16. Oktober                  | Schlacht um Odessa, rumänische Truppen besetzen nach Belagerung ukrainische Stadt am Schwarzen Meer |  |
|            | 1941, 5. bis 26. September                       | Schlacht um Kiew, deutsche Truppen erobern ukrainische Hauptstadt |  |
|            | 1941–1944, 8. September 1941 bis 18. Januar 1944 | Leningrader Blockade, deutsche Truppen belagern sowjetische Großstadt |  |
|            | 1941, 13. bis 27. September                      | Unternehmen Beowulf, deutsche Truppen besetzen die estnische Insel Saaremaa |  |
|            | 1941, 2. bis 20. Oktober                         | Doppelschlacht bei Wjasma und Brjansk, deutsche Truppen erobern zwei sowjetische Großstädte |  |
|            | 1941, 5. bis 10. Oktober                         | Schlacht am Asowschen Meer, deutsche Truppen zerschlagen sowjetischen Gegenangriff |  |
|            | 1941, 12. bis 21. Oktober                        | Unternehmen Siegfried, deutsche Truppen besetzen die estnische Insel Hiiumaa |  |
|            | 1941, 18. bis 28. Oktober                        | Schlacht von Gondar, alliierte Truppen beenden die italienische Vorherrschaft in Ostafrika |  |
|            | 1941/42, 30. Oktober bis 4. Juli                 | Schlacht um Sewastopol, deutsche Truppen erobern befestigten Seehafen |  |
|            | 1941, 15. November bis 5. Dezember               | Schlacht um Moskau, sowjetischen Truppen gelingt die Verteidigung der sowjetischen Hauptstadt und das Zurückdrängen der Deutschen                                                                      |  |
|            | 1941, 17. November bis 2. Dezember               | Schlacht um Rostow, deutsche Truppen besetzen sowjetische Großstadt am Don |  |
|            | 1941, 18. November bis 30. Dezember              | Operation Crusader, Alliierte beenden die Belagerung von Tobruk |  |
|            | 1942/43, 8. Januar bis 17. Februar               | Kesselschlacht von Demjansk, deutsche Truppen halten sich im Raum Demjansk gegen sowjetische Einschließung                                                                                             |  |
|            | 1942, 18. Januar bis 8. Juni                     | Schlacht um Cholm, deutsche Truppen halten sowjetischer Belagerung stand |  |
|            | 1942, 8. bis 20. Mai                             | Unternehmen Trappenjagd, deutsche Truppen besetzen die ukrainische Halbinsel Kertsch |  |
|            | 1942, 26. Mai bis 21. Juni                       | Unternehmen Theseus, deutsche Truppen erobern die Festung Tobruk in Libyen |  |
|            | 1942, 1. bis 31. Juli                            | erste Schlacht von El Alamein, Vormarsch der Achsenmächte auf Alexandria wird aufgehalten |  |
|            | 1942, 19. August                                 | Operation Jubilee, alliierter Landungsversuch in Nordfrankreich wird von deutschen Truppen abgewehrt                                                                                                   |  |
|            | 1942, 19. August bis 10. Oktober                 | Sinjawinsker Operation, deutsche Truppen zerschlagen sowjetischen Entsatzangriff für Leningrad |  |
|            | 1942, 30. August bis 5. September                | Schlacht von Alam Halfa, deutsche Offensive bei El Alamein scheitert |  |
|            | 1942/43, 13. September bis 2. Februar            | Schlacht von Stalingrad, Endpunkt des Vordringens der deutschen Wehrmacht in der Sowjetunion |  |
|            | 1942, 23. Oktober bis 5. November                | zweite Schlacht von El Alamein, Achsenmächte werden zum Rückzug gezwungen |  |
|            | 1942/43, 24. November bis 20. Januar             | Schlacht von Welikije Luki, sowjetische Truppen besiegen deutsche Verbände im Raum Welikije Luki |  |
|            | 1942, 25. November bis 21. Dezember              | Operation Mars, deutsche Truppen stoppen sowjetischen Angriff im Raum Rschew |  |
|            | 1943, 19. bis 25. Februar                        | Schlacht am Kasserinpass, deutsche Truppen vertreiben alliierte Verbände vom Kasserinpass in Tunesien                                                                                                  |  |
|            | 1943, 11. bis 18. März                           | Schlacht um Charkow, deutsche Truppen erobern sowjetische Großstadt |  |
|            | 1943, 5. bis 16. Juli                            | Unternehmen Zitadelle, schwere Niederlage der deutschen Truppen nach erbitterten Kämpfen mit der Roten Armee im Kursker Frontbogen                                                                     |  |
|            | 1943, 10. Juli bis 17. August                    | Operation Husky, alliierte Truppen besetzen die Insel Sizilien |  |
|            | 1943, 7. August bis 2. Oktober                   | Smolensker Operation, sowjetische Truppen dringen in Weißrussland ein |  |
|            | 1943, 13. August bis 22. September               | Donezbecken-Operation, deutsche Truppen werden hinter den Fluss Dnepr zurückgedrängt |  |
|            | 1943, 17. August                                 | Operation Double Strike, US-Luftwaffe erleidet bei Angriffen auf Regensburg und Schweinfurt schwere Verluste durch deutsches Abwehrfeuer                                                               |  |
|            | 1943, 26. August bis 20. Dezember                | Schlacht am Dnepr, sowjetische Truppen erleiden beim Überqueren des Flusses Dnepr schwere Verluste durch deutsches Abwehrfeuer                                                                         |  |
|            | 1944, Januar bis September                       | Schlacht um den Brückenkopf von Narva, deutsche Truppen ziehen sich vom Brückenkopf Narva zurück |  |
|            | 1944, 14. Januar bis 1. März                     | Leningrad-Nowgoroder Operation, sowjetische Truppen beenden die deutsche Belagerung von Leningrad |  |
|            | 1944, 17. Januar bis 18. Mai                     | Schlacht um Monte Cassino, alliierte Truppen durchbrechen unter hohen Verlusten die deutsche Gustav-Linie                                                                                              |  |
|            | 1944, 21. Januar bis 29. Mai                     | Unternehmen Steinbock, Intensivierung der Luftangriffe auf die britische Insel, insbesondere London |  |
|            | 1944, 22. Januar bis 25. Mai                     | Operation Shingle, Schlacht zwischen deutschen und alliierten Truppen um den Brückenkopf bei Anzio/Nettuno in Italien                                                                                  |  |
|            | 1944, 8. April bis 12. Mai                       | Schlacht um die Krim, deutsche Truppen räumen sowjetische Halbinsel |  |
|            | 1944, 6. bis 30. Juni                            | Operation Neptune, alliierte Truppen durchbrechen die deutsche Küstenverteidigung in der Normandie und etablieren einen Brückenkopf                                                                    |  |
|            | 1944, 6. Juni bis 15. August                     | Schlacht um Caen, alliierte Truppen erleiden bei der Einnahme der französischen Stadt Caen schwere Verluste durch deutsche Verbände                                                                    |  |
|            | 1944, 8. bis 15. Juni                            | Schlacht um Carentan, alliierte Truppen besetzen deutsche Schlüsselstellung der Normandie |  |
|            | 1944, 10. Juni bis 25. August                    | Befreiung von Paris, alliierte Truppen erobern französische Hauptstadt |  |
|            | 1944, 14. bis 26. Juni                           | Schlacht um Cherbourg, alliierte Truppen erobern die französische Stadt Cherbourg |  |
|            | 1944, 22. Juni bis Ende Juli                     | Operation Bagration, Weißrussland, schwerste Niederlage der deutschen Militärgeschichte |  |
|            | 1944, 3. bis 20. Juli                            | Schlacht um Saint-Lô, alliierte Truppen durchbrechen deutsche Linie |  |
|            | 1944, 13. Juli bis 29. August                    | Lwiw-Sandomierz-Operation, sowjetische Truppen erobern die Westukraine und Südostpolen |  |
|            | 1944, 24. Juli bis 4. August                     | Operation Cobra, alliierte Truppen brechen aus dem Brückenkopf in der Normandie aus |  |
|            | 1944, 6. August                                  | Unternehmen Lüttich, deutscher Gegenangriff auf den alliierten Brückenkopf der Normandie |  |
|            | 1944, 12. bis 21. August                         | Kessel von Falaise, deutscher Verband wird eingekesselt und erleidet schwere Verluste |  |
|            | 1944, 11. September                              | Luftschlacht über dem Erzgebirge, US-Luftwaffe erleidet schwere Verluste durch deutsche Jagdflugzeuge                                                                                                  |  |
|            | 1944, 14. September bis 24. November             | Baltische Operation, sowjetische Truppen besetzen fast das gesamte Baltikum |  |
|            | 1944, 20. bis 23. September                      | Operation Jassy-Kischinew, sowjetische Truppen erobern große Teile Rumäniens |  |
|            | 1944, 4. bis 15. September                       | Schlacht von Gemmano, alliierte Truppen besetzen das italienische Dorf Gemmano und die nähere Umgebung                                                                                                 |  |
|            | 1944, 17. bis 27. September                      | Operation Market Garden, alliierter Luftlande-Angriff in den Niederlanden wird von deutschen Truppen abgewehrt                                                                                         |  |
|            | 1944, 2. bis 21. Oktober                         | Schlacht um Aachen, alliierte Truppen erobern erste deutsche Großstadt |  |
|            | 1944/45, 6. Oktober bis 10. Februar              | Schlacht im Hürtgenwald, alliierte Truppen erleiden beim Vorrücken in der Nordeifel schwere Verluste durch deutsche Abwehrstellungen                                                                   |  |
|            | 1944, 7. bis 29. Oktober                         | Petsamo-Kirkenes-Operation, Winterschlacht zwischen deutschen und sowjetischen Truppen in Nordnorwegen und Finnland                                                                                    |  |
|            | 1944/45, 25. Dezember bis 13. Februar            | Schlacht um Budapest, sowjetische Truppen erobern ungarische Hauptstadt |  |
|            | 1945, 1. bis 21. Januar                          | Unternehmen Nordwind, deutsche Truppen starten Entsatzangriff für den Brückenkopf Elsaß |  |
|            | 1945, 25. Januar bis 23. Februar                 | Schlacht um Posen, sowjetische Truppen erobern die Hauptstadt des Gaues Wartheland |  |
|            | 1945, 7. bis 22. Februar                         | Schlacht im Reichswald, deutsche und alliierte Truppen liefern sich im Raum Kleve am Niederrhein schwere Kämpfe                                                                                        |  |
|            | 1945, 7. bis 17. März                            | Schlacht um die Brücke von Remagen, alliierte Truppen erobern letzte intakte Brücke über den Rhein und halten sie gegen deutsche Angriffe                                                              |  |
|            | 1945, 1. bis 21. April                           | Ruhrkessel, alliierte Truppen besiegen deutsche Heeresgruppe im Ruhrgebiet |  |
|            | 1945, 3. bis 23. April                           | Schlacht um Wien, sowjetische Truppen besetzen österreichische Hauptstadt |  |
|            | 1945, 5. bis 21. April                           | Schlacht um Crailsheim, deutsche und amerikanische Truppen liefern sich schwere Kämpfe um eine Kleinstadt in Baden-Württemberg, die daraufhin dreimal den Besitzer wechselt                            |  |
|            | 1945, 16. April bis 2. Mai                       | Schlacht um Berlin, sowjetische Truppen besetzen nach schweren Kämpfen deutsche Hauptstadt |  |
|            | 1945, 21. bis 26. April                          | Schlacht um Bautzen, deutsche Truppen halten bis Kriegsende die sächsische Stadt Bautzen gegen polnische und sowjetische Angriffe                                                                      |  |
| 1941–1945  | (siehe auch Chronologie des Pazifikkrieges)      | (siehe auch Chronologie des Pazifikkrieges) |  |
|            | 1941, 7. Dezember                                | Angriff auf Pearl Harbor, Überraschungsangriff der Japaner auf die US-Pazifikflotte |  |
|            | 1941, 8. Dezember und 9. Dezember                | Kampf um Prachuap Khiri Khan, japanische Truppen erobern Thailand |  |
|            | 1941/42, 8. Dezember bis 23. Dezember            | Schlacht um Wake, japanische Truppen erobern unter hohen Verlusten das Wake-Atoll |  |
|            | 1941/42, 8. Dezember bis 15. Februar             | japanische Invasion der Malaiischen Halbinsel, japanische Truppen erobern Malaysia |  |
|            | 1941/42, 8. Dezember bis 9. Juni                 | Schlacht um die Philippinen, japanische Truppen erobern die Philippinen |  |
|            | 1941/42, 16. Dezember bis März                   | japanische Invasion Borneos, japanische Truppen erobern die Insel Borneo |  |
|            | 1942, 11. und 12. Januar                         | Schlacht um Tarakan, japanische Truppen erobern die Insel Tarakan |  |
|            | 1942, 23. Januar                                 | Schlacht um Rabaul, japanische Truppen erobern die Stadt Rabaul |  |
|            | 1942, 24. Januar                                 | Seeschlacht vor Balikpapan, taktischer Sieg der USA |  |
|            | 1942, 31. Januar bis 15. Februar                 | Schlacht um Singapur, japanische Truppen erobern den Inselstaat Singapur |  |
|            | 1942, 4. Februar                                 | Schlacht in der Straße von Makassar, alliierte Flotte wird zum Rückzug gezwungen |  |
|            | 1942, 14. Februar bis 28. März                   | japanische Invasion Sumatras, japanische Truppen erobern die Insel Sumatra |  |
|            | 1942, 14. Februar bis 15. Februar                | Schlacht von Palembang, japanische Fallschirmjäger erobern Palembang inkl. Erdölraffinerien |  |
|            | 1942, 19. und 20. Februar                        | Seeschlacht in der Straße von Badung, Sieg der Japaner |  |
|            | 1942/43, 19. Februar bis 10. Februar             | Schlacht um Timor, japanische Truppen erobern nach monatelangen Kämpfen die Insel Timor |  |
|            | 1942, 27. und 28. Februar                        | Schlacht in der Javasee, Japaner besiegen die alliierte Flotte vor Java |  |
|            | 1942, 28. Februar und 1. März                    | Schlacht in der Sundastraße, japanischer Sieg |  |
|            | 1942, 1. und 10. März                            | japanische Invasion Javas, Japaner erobern die Insel Java |  |
|            | 1942, 31. März und 1. April                      | Eroberung der Weihnachtsinsel, Japaner erobern die Weihnachtsinsel im Indischen Ozean |  |
|            | 1942, 1. bis 9. April                            | Attacke im Indischen Ozean, taktischer Sieg der Japaner |  |
|            | 1942, 18. April                                  | Doolittle Raid, amerikanischer Luftangriff auf Tokio |  |
|            | 1942, 7. und 8. Mai                              | Schlacht im Korallenmeer, erstes Aufeinandertreffen der japanischen und amerikanischen Flugzeugträger                                                                                                  |  |
|            | 1942, 4. bis 7. Juni                             | Schlacht um Midway, schwere Niederlage der Japaner |  |
|            | 1943, 2. bis 4. März                             | Schlacht in der Bismarcksee, alliierte Flugzeuge reiben japanischen Konvoi auf |  |
|            | 1943, 6. Juni bis 15. August                     | Schlacht um die Aleuten, US-Truppen erobern nach monatelangen und verlustreichen Kämpfen die Aleuten-Inselkette zurück                                                                                 |  |
|            | 1942/43, 7. August bis 9. Februar                | Schlacht um Guadalcanal, US-Truppen erobern nach schweren Kämpfen die Insel Guadalcanal |  |
|            | 1943/44, 29. Januar bis 14. Februar              | Schlacht um die Nördlichen Salomonen, USA stoppen die Offensive der Japaner im Südpazifik |  |
|            | 1943, 1. bis 2. November                         | Seeschlacht bei der Kaiserin-Augusta-Bucht, kleines Seegefecht vor der Insel Bougainville |  |
|            | 1943/44, 20. November bis 24. November           | Schlacht um die Gilbert-Inseln, US-Truppen erobern die beiden Atolle Makin und Tarawa |  |
|            | 1943/45, 15. Dezember bis 21. August             | Schlacht um Neubritannien, US-Truppen und australische Einheiten erobern Neubritannien |  |
|            | 1944, 31. Januar bis 23. Februar                 | Schlacht um die Marshallinseln, US-Truppen erobern die Atolle Kwajalein und Eniwetok sowie den Stützpunkt Truk                                                                                         |  |
|            | 1944, 15. Juni bis August                        | Schlacht um die Marianen-Inseln, US-Truppen erobern die Inseln Guam, Saipan und Tinian |  |
|            | 1944, 19. und 20. Juni                           | Schlacht in der Philippinensee, schwere Verluste der Japaner |  |
|            | 1944, 17. Oktober bis 31. Dezember               | Schlacht um Leyte, USA erobern die Insel Leyte |  |
|            | 1944, 23. bis 26. Oktober                        | See- und Luftschlacht im Golf von Leyte, USA besiegen Japan |  |
|            | 1944, 5. Dezember bis 11. Dezember               | Operation Te und Operation Wa, japanische Luftlande- und Bodentruppen greifen vergeblich US-Flugplätze an                                                                                              |  |
|            | 1945, 19. Februar bis 26. März                   | Schlacht um Iwojima, USA besetzen nach schweren Kämpfen die Insel Iwojima |  |
|            | 1945, 1. April bis 30. Juni                      | Schlacht um Okinawa, USA erobern nach erbitterten Kämpfen die Insel Okinawa |  |
|            | 1945, 6. bis 7. April                            | Operation Ten-gō, letzte Offensivaktion der japanischen Marine |  |
| 1946–1949  | Griechischer Bürgerkrieg                         | |  |
| 1946–1954  | Französischer Indochinakrieg                     | |  |
|            | 1954, 7. Mai                                     | Schlacht um Điện Biên Phủ, Vietnam besiegt die Franzosen |  |
| 1947–1949  | Erster Indisch-Pakistanischer Krieg              | |  |
| seit 1948  | Bewaffnete Konflikte in Myanmar                  | |  |
| 1950–1953  | Koreakrieg                                       | |  |
|            | 1950, 4. August bis 15. September                | Schlacht um den Busan-Perimeter |  |
|            | 1950, 15. bis 28. September                      | Landung bei Incheon, alliierte Truppen landen im Rücken der nordkoreanischen Armee |  |
|            | 1950, 26. November bis 13. Dezember              | Schlacht um den Changjin-Stausee, chinesische Truppen zwingen Alliierte zum Rückzug |  |
|            | 1951, 13. September bis 15. Oktober              | Schlacht von Heartbreak Ridge |  |
| 1954–1962  | Algerienkrieg                                    | |  |
|            | 1957, Januar bis Oktober                         | Schlacht von Algier, militärische Niederlage der FLN |  |
| 1955–1972  | Erster Bürgerkrieg im Sudan                      | Sezessionskrieg im Südsudan |  |
| 1956       | Sueskrieg                                        | |  |
|            | Oktober 1956, 29. Oktober                        | Schlacht um Sues, Frankreich und Großbritannien besiegen Ägypten |  |
| 1957       | Ifni-Krieg                                       | |  |
|            | 1957 bis 2. April 1958                           | Spanien besiegt Marokko |  |
| 1958–1961  | Erster Laotischer Bürgerkrieg                    | |  |
| 1960–1996  | Guatemaltekischer Bürgerkrieg                    | |  |
| 1961       | 17. April                                        | Invasion in der Schweinebucht, mit Unterstützung der CIA von Exilkubanern durchgeführter Angriff auf Kuba                                                                                              |  |
| 1963       | Shifta-Krieg                                     | |  |
| 1963/64    | Algerisch-Marokkanischer Grenzkrieg              | |  |
| 1963–1965  | „Konfrontasi“                                    | Militärische Aktionen seitens Indonesien, gegen Brunei, Vereinigtes Königreich und den in Gründung befindlichen Staat Malaysia – i.w. um die von Indonesien beanspruchte Vorherrschaft auf ganz Borneo |  |
| 1963–1973  | Zweiter Laotischer Bürgerkrieg                   | |  |
| 1964       | 15. November bis 1. Dezember                     | Operationen Dragon Rouge und Dragon Noir, belgische Fallschirmjäger gegen Rebellen im Kongo |  |
| 1964–1975  | Vietnamkrieg                                     | |  |
|            | 1960, Februar                                    | Schlacht um Tua Hai, erste Schlacht des Krieges, ein Fort der ARVN in Tây Ninh wird von Rebellen überfallen                                                                                            |  |
|            | 1965, 10. bis 11. Juni                           | Schlacht von Dong Xoai, südvietnamesischer Stützpunkt wird von Verbänden der NLF überrannt |  |
|            | 1965, 14. bis 18. November                       | Schlacht im Ia-Drang-Tal, erstes großes Bodengefecht des Vietnamkriegs zwischen Amerikanern und NVA |  |
|            | 1965–1968, 2. März 1965 bis 1. November 1968     | Operation Rolling Thunder, Flächenbombardements des Ho-Chi-Minh-Pfades und Nordvietnams durch die US-Luftwaffe                                                                                         |  |
|            | 1968                                             | Tet-Offensive, Großoffensive der NLF und NVA an mehr als 100 Stellen |  |
|            | 1968, Februar                                    | Schlacht um Huế, erbitterte Gefechte zwischen US-Truppen und Nordvietnamesen |  |
|            | 1968, 21. Januar bis 8. April                    | Schlacht um Khe Sanh, US-Stützpunkt hält sich gegen nordvietnamesische Übermacht |  |
|            | 1969, 10. bis 20. Mai                            | Schlacht am Hamburger Hill, schwere Gefechte zwischen US-Truppen und Nordvietnamesen um Hügel 937 |  |
|            | 1970, 8. Februar bis 24. März 1971               | Operation Lam Son 719, Regierungstruppen fallen in Laos ein, werden jedoch von NVA-Streitkräften zurückgeschlagen                                                                                      |  |
|            | 1971, 28. März                                   | Schlacht um FSB Mary Ann, ein nordvietnamesisches Sturmpionierbataillon überfällt eine amerikanische Basis in der Provinz Quang Tin                                                                    |  |
|            | 1972, März                                       | Oster-Offensive, nordvietnamesische Truppen dringen tief in Südvietnam ein |  |
|            | 1975, 9. bis 20. April                           | Schlacht von Xuan Loc, nordvietnamesische Truppen erobern südvietnamesische Festungsstadt |  |
| 1965       | Zweiter Indisch-Pakistanischer Krieg             | |  |
| 1967–1970  | Biafra-Krieg                                     | Bürgerkrieg zwischen Nigeria und dem nigerianischen Gebiet Biafra |  |
| 1967       | Sechstagekrieg                                   | |  |
|            | 5. bis 10. Juni 1967                             | Sechstagekrieg, Präventivschlag Israels gegen Ägypten, Syrien und Jordanien |  |
| 1969       | Fußballkrieg                                     | |  |
| 1970/71    | Jordanischer Bürgerkrieg                         | auch als Schwarzer September (Aufstand) bezeichnet |  |
| 1970–1975  | Kambodschanischer Bürgerkrieg                    | |  |
| 1971       | Bangladesch-Krieg                                | |  |
| 1973       | Jom-Kippur-Krieg                                 | |  |
| 1974       | Zypernkonflikt                                   | |  |
| 1974–1991  | Äthiopischer Bürgerkrieg                         | |  |
| 1975–1990  | Libanesischer Bürgerkrieg                        | |  |
| 1975–2002  | Bürgerkrieg in Angola                            | |  |
| 1977       | Libysch-Ägyptischer Grenzkrieg                   | |  |
| 1977/78    | Ogadenkrieg                                      | |  |
| 1977–1992  | Mosambikanischer Bürgerkrieg                     | |  |
| 1978/79    | Uganda-Tansania-Krieg                            | |  |
| 1978–89/99 | Kambodschanisch-Vietnamesischer Krieg            | |  |
| 1979       | Chinesisch-Vietnamesischer Krieg                 | |  |
| 1979–1989  | Sowjetisch-Afghanischer Krieg                    | |  |
| 1980–1988  | Erster Golfkrieg                                 | |  |
|            | 1982–1987                                        | Schlacht am Schatt el Arab |  |
| 1982       | Falklandkrieg                                    | |  |
| 1982       | Libanonkrieg                                     | |  |
| 1983       | US-Invasion in Grenada                           | |  |
| 1983–2005  | Zweiter Bürgerkrieg im Sudan                     | Sezessionskrieg im Südsudan |  |
| 1985       | Krieg um den Agacher-Streifen                    | |  |
| seit 1987  | LRA-Konflikt                                     | ein Aufstand, der durch die Lord’s Resistance Army im Norden Ugandas entbrannte |  |
| seit 1988  | Somalischer Bürgerkrieg                          | |  |
|            | 1993, 3. bis 4. Oktober                          | Schlacht von Mogadischu, US-Truppen werden bei Festnahmeversuch in schwere Häuserkämpfe mit der SNA-Miliz verwickelt                                                                                   |  |
| 1989       | US-Invasion in Panama                            | |  |
| 1989–2001  | Afghanischer Bürgerkrieg                         | |  |
| 1989–2003  | Liberianischer Bürgerkrieg                       | |  |
| 1990/91    | Zweiter Golfkrieg                                | |  |
|            | 1991, 29. Januar bis 1. Februar                  | Schlacht um Chafdschi, erster großer Infanteriekampf im Zweiten Golfkrieg |  |
| 1991–1995  | Jugoslawienkriege                                | |  |
|            | 1992, 4. Mai bis 7. Oktober                      | Militäroperation Korridor '92, serbische Truppen erobern die Region Posavina |  |
| 1991–1995  | Kroatienkrieg                                    | |  |
|            | 1991, 2. Mai bis 18. Oktober                     | Schlacht um Vukovar, serbische Truppen erobern gegen erbitterten Widerstand die kroatische Stadt Vukovar                                                                                               |  |
|            | 1991 19. Juni bis Dezember                       | Schlacht um Dubrovnik, Kampf zwischen kroatischen und serbischen Truppen um die Stadt Dubrovnik (kroatischer Sieg)                                                                                     |  |
|            | 1995, 4. bis 7. August                           | Militäroperation Sturm, kroatische Truppen erobern die Republika Srpska Krajina |  |
| 1991–2002  | Bürgerkrieg in Sierra Leone                      | |  |
| 1992       | Transnistrien-Konflikt                           | |  |
| 1992–1997  | Tadschikischer Bürgerkrieg                       | |  |
| 1994–1996  | Erster Tschetschenienkrieg                       | |  |
| 1996–1999  | Bürgerkrieg in Sri Lanka                         | |  |
|            | 1996, 18. bis 25. Juli                           | Operation Unceasing Waves I, Mullaitivu fällt in die Hände der LTTE |  |
|            | 1998, 26. bis 29. September                      | Operation Unceasing Waves II, LTTE erobert Kilinochchi |  |
| 1997–1999  | Bürgerkrieg in der Republik Kongo                | |  |
| 1998–2000  | Eritrea-Äthiopien-Krieg                          | |  |
| 1999       | Kargil-Krieg                                     | |  |
| 1998/99    | Kosovokrieg                                      | |  |
|            | 1998, 30. Juni                                   | Schlacht um Belaćevac Mine, erste Schlacht zwischen UÇK und der Jugoslawischen Volksarmee endet ohne Sieger                                                                                            |  |
|            | 1998, 6. bis 7. Juni                             | Schlacht um Lodja, serbischer Sieg gegen albanische Guerillakämpfer und der UÇK |  |
|            | 1998, 9. September                               | Schlacht um Gnodjane, die Jugoslawische Volksarmee erobert Junik und dessen Umgebung |  |
|            | 1999, 24. März bis 10. Juni                      | Operation Allied Force, Luftangriffe der NATO auf Serbien |  |
|            | 1999, 9. April bis 10. Juni                      | Schlacht um Košare, letzte große Schlacht zwischen der UÇK und der Jugoslawischen Volksarmee bis zum Kriegsende                                                                                        |  |
| 1998/99    | Bürgerkrieg in Guinea-Bissau                     | Ausgelöst durch den Konflikt des 7. Juni 1998 |  |
| 1999–2009  | Zweiter Tschetschenienkrieg                      | |  |
|            | 1994, 22. Dezember bis 6. März 1995              | Schlacht um Grosny, russische Truppen erobern die tschetschenische Hauptstadt Grosny |  |
|            | 1999, 29. Februar bis 1. März 2000               | Schlacht um Höhe 776, schweres Gefecht zwischen russischen Fallschirmjägern und tschetschenischen Islamisten                                                                                           |  |
|            | 1999, 25. Dezember 1999 bis 6. Februar 2000      | Schlacht um Grosny, zweite russische Eroberung der tschetschenischen Hauptstadt Grosny |  |

Altertum |
altes China |
Antike |
7. bis 13. Jh. |
14. Jh. |
15. Jh. |
16. Jh. |
17. Jh. |
18. Jh. |
19. Jh. |
20. Jh. |
21. Jh.